# سونی آلفا ۳۷
سونی آلفا ۳۷ (به انگلیسی: Sony Alpha 37) یک دوربین عکاسی ساخت شرکت سونی است.